# Angoumé
Angoumé (occitano En Gomèr) es una localidad y comuna francesa situada en la región administrativa de Aquitania, departamento de Landas, en el distrito de Dax, cantón de Dax-Nord y región natural de Marensin.

## Demografía
| 134 | 136 | 111 | 118 | 103 | 179 |
| Para los censos de 1962 a 1999 la población legal corresponde a la población sin duplicidades (Fuente: INSEE [Consultar]) |     |     |     |     |     |

## Personalidades relacionadas con la comuna
- René de Castéra, compositor